# Classement mondial ITTF

Logo du classement mondial.

Evolution entre 1928 et 2023 du classement mondial ITTF par pays ayant des joueurs présents dans le Top 10 en simple messieurs ou simple dames.

Le classement mondial ITTF, ou (en) ITTF world ranking, est un classement mondial des pongistes établi par la Fédération internationale de tennis de table (ITTF). Il existe un classement masculin et un classement féminin, qui sont publiés tous les mois.
Le premier classement mondial est publié en 1928, soit deux ans après la création de l'ITTF.
Ma Long est le pongiste qui est apparu le plus longtemps à la première place du classement mondial, le dominant durant pas moins de 63 mois, dont plus de deux ans consécutifs entre 2015 et 2017.
Chaque classement par année correspond à celui du mois de décembre.

## Méthode
Le classement est obtenu après l'addition des huit meilleurs résultats sur les douze derniers mois (seule une épreuve continentale peut être comptabilisée). Ci-dessous le barème des points  des principaux tournois en fonction de l'avancée dans le tableau.
| Catégorie                                | W    | F    | SF  | QF  | R16 | R32                                              | R64                                              | R128                                             |
| Jeux olympiques                          | 2000 | 1400 | 700 | 350 | 175 | 90                                               | 45                                               | -                                                |
| Championnats du monde de tennis de table | 2000 | 1400 | 700 | 350 | 175 | 90                                               | 45                                               | 10                                               |
| Coupe du monde de tennis de table,       | 1500 | 1050 | 525 | 265 | 130 | 40 for 2nd in the group, 15 for 3rd in the group | 40 for 2nd in the group, 15 for 3rd in the group | 40 for 2nd in the group, 15 for 3rd in the group |
| WTT Finals                               | 1500 | 1050 | 525 | 265 | 100 | -                                                | -                                                | -                                                |
| Grand Smash                              | 2000 | 1400 | 700 | 350 | 175 | 90                                               | 20                                               | –                                                |
| WTT Champions                            | 1000 | 700  | 350 | 175 | 90  | 15                                               | –                                                | –                                                |
| WTT Star Contender                       | 600  | 420  | 210 | 105 | 55  | 25                                               | 5                                                | –                                                |
| WTT Contender                            | 400  | 280  | 140 | 70  | 35  | 4                                                | –                                                | –                                                |
| Championnats, jeux et coupe continentaux | 500  | 350  | 175 | 90  | 45  | –                                                | –                                                | –                                                |
| WTT Feeder                               | 125  | 90   | 45  | 25  | 15  | 8                                                | –                                                | –                                                |

## Classement mondial 2023-2024[14]
| Rang | Nom            |
| ---- | -------------- |
| 1    | Fan Zhendong   |
| 2    | Wang Chuqin    |
| 3    | Ma Long        |
| 4    | Liang Jingkun  |
| 5    | Hugo Calderano |
| 6    | Lin Yun-ju     |
| 7    | Lin Gaoyuan    |
| 8    | Félix Lebrun   |
| 9    | Lin Shidong    |
| 10   | Jang Woo-jin   |

| Rang | Nom           |
| ---- | ------------- |
| 1    | Sun Yingsha   |
| 2    | Wang Yidi     |
| 3    | Wang Manyu    |
| 4    | Chen Meng     |
| 5    | Hina Hayata   |
| 6    | Chen Xingtong |
| 7    | Qian Tianyi   |
| 8    | Han Ying      |
| 9    | Shin Yu-bin   |
| 10   | Mima Ito      |

| Rang | Nom               |
| ---- | ----------------- |
| 1    | Fan Zhendong      |
| 2    | Wang Chuqin       |
| 3    | Ma Long           |
| 4    | Tomokazu Harimoto |
| 5    | Félix Lebrun      |
| 6    | Liang Jingkun     |
| 7    | Hugo Calderano    |
| 8    | Truls Moregard    |
| 9    | Lin Gaoyuan       |
| 10   | Lin Shidong       |

| Rang | Nom           |
| ---- | ------------- |
| 1    | Sun Yingsha   |
| 2    | Wang Manyu    |
| 3    | Wang Yidi     |
| 4    | Chen Meng     |
| 5    | Chen Xingtong |
| 6    | Hina Hayata   |
| 7    | Miwa Harimoto |
| 8    | Satsuki Odo   |
| 9    | Mima Ito      |
| 10   | Shin Yu-bin   |

## Classement mondial 2021-2022[18]
| Rang | Nom                |
| ---- | ------------------ |
| 1    | Fan Zhendong       |
| 2    | Ma Long            |
| 3    | Xu Xin             |
| 4    | Hugo Calderano     |
| 5    | Tomokazu Harimoto  |
| 6    | Lin Yun-Ju         |
| 7    | Lin Gaoyuan        |
| 8    | Liang Jingkun      |
| 9    | Dimitrij Ovtcharov |
| 10   | Timo Boll          |

| Rang | Nom             |
| ---- | --------------- |
| 1    | Chen Meng       |
| 2    | Sun Yingsha     |
| 3    | Mima Ito        |
| 4    | Wang Manyu      |
| 5    | Wang Yidi       |
| 6    | Ding Ning       |
| 7    | Kasumi Ishikawa |
| 8    | Cheng I-Ching   |
| 9    | Feng Tianwei    |
| 10   | Zhu Yuling      |

| Rang | Nom                |
| ---- | ------------------ |
| 1    | Fan Zhendong       |
| 2    | Tomokazu Harimoto  |
| 3    | Ma Long            |
| 4    | Wang Chuqin        |
| 5    | Truls Moregard     |
| 6    | Liang Jingkun      |
| 7    | Hugo Calderano     |
| 8    | Lin Yun-Ju         |
| 9    | Dimitrij Ovtcharov |
| 10   | Darko Jorgić       |

| Rang | Nom             |
| ---- | --------------- |
| 1    | Sun Yingsha     |
| 2    | Chen Meng       |
| 3    | Wang Manyu      |
| 4    | Wang Yidi       |
| 5    | Mima Ito        |
| 6    | Hina Hayata     |
| 7    | Chen Xingtong   |
| 8    | Kasumi Ishikawa |
| 9    | Doo Hoi Kem     |
| 10   | Han Ying        |

## Classement mondial 2019-2020[20]
| Rang | Nom               |
| ---- | ----------------- |
| 1    | Xu Xin            |
| 2    | Fan Zhendong      |
| 3    | Ma Long           |
| 4    | Lin Gaoyuan       |
| 5    | Tomokazu Harimoto |
| 6    | Hugo Calderano    |
| 7    | Lin Yun-ju        |
| 8    | Liang Jingkun     |
| 9    | Mattias Falck     |
| 10   | Timo Boll         |

| Rang | Nom             |
| ---- | --------------- |
| 1    | Chen Meng       |
| 2    | Sun Yingsha     |
| 3    | Liu Shiwen      |
| 4    | Mima Ito        |
| 5    | Zhu Yuling      |
| 6    | Wang Manyu      |
| 7    | Ding Ning       |
| 8    | Cheng I-Ching   |
| 9    | Feng Tianwei    |
| 10   | Kasumi Ishikawa |

| Rang | Nom               |
| ---- | ----------------- |
| 1    | Fan Zhendong      |
| 2    | Xu Xin            |
| 3    | Ma Long           |
| 4    | Lin Gaoyuan       |
| 5    | Tomokazu Harimoto |
| 6    | Hugo Calderano    |
| 7    | Lin Yun-ju        |
| 8    | Mattias Falck     |
| 9    | Liang Jingkun     |
| 10   | Timo Boll         |

| Rang | Nom             |
| ---- | --------------- |
| 1    | Chen Meng       |
| 2    | Sun Yingsha     |
| 3    | Mima Ito        |
| 4    | Wang Manyu      |
| 5    | Ding Ning       |
| 6    | Zhu Yuling      |
| 7    | Liu Shiwen      |
| 8    | Cheng I-Ching   |
| 9    | Kasumi Ishikawa |
| 10   | Wang Yidi       |

## Classement mondial 2017-2018
Chez les messieurs, Ma Long et Fan Zhendong dominent le tableau durant les douze mois de 2017. Les mouvements notables dans le classement sont la montée rapide dans le tableau du Chinois Lin Gaoyuan, après sa victoire à la Coupe d'Asie, intégrant le top 10 mondial en octobre, et la sortie du Coréen Jeoung Youngsik, huitième mondial en janvier et 35e en décembre.
Au contraire des précédents, le classement mondial se fait, à partir de 2018, sur la base des places atteintes lors des tournois internationaux des douze derniers mois, et non plus sur la performance face au classement des adversaires.
Le passage du classement 2017 au classement 2018 s'est accompagné de bouleversements notables au mois de janvier lors de sa mise en place. Les plus importants sont le passage de Ma Long de la première à la sixième place mondiale, laissant le haut du podium à l'Allemand Dimitrij Ovtcharov. C'est alors la première fois depuis six ans et la domination passagère de Timo Boll que la première place mondiale n'est pas occupée par un Chinois. Par ailleurs, la star chinoise et vainqueur du Grand Chelem Zhang Jike passe de la neuvième place mondiale à la cinquante-quatrième.
Chez les femmes, le classement de janvier a fortement perturbé les premières mondiales, les incitant à jouer plus. Le classement global étant une moyenne, il reflète le délai avec lequel les meilleures joueuses comme Liu Shiwen ou la Championne du Grand Chelem Ding Ning remontent au classement. À noter que cette dernière est passée de 21e mondiale et a repris la deuxième place mondiale en décembre.
Ainsi, le classement est décrié notamment par les Chinois qui y voient un moyen de diminuer leur classement. Le classement ne reflèterait par ailleurs pas correctement les probabilités de gagner entre les joueurs.
En mars, Timo Boll prend la première place mondiale pendant un mois, ce qui fait de l'Allemand le plus vieux joueur à avoir jamais été numéro un mondial.
Depuis avril, c'est finalement la Chine qui reprend le haut du classement chez les hommes, grâce à Fan Zhendong, stabilisé à la place de 1er mondial.
| Rang | Nom                |
| ---- | ------------------ |
| 1    | Ma Long            |
| 2    | Fan Zhendong       |
| 3    | Dimitrij Ovtcharov |
| 4    | Xu Xin             |
| 5    | Timo Boll          |
| 6    | Lin Gaoyuan        |
| 7    | Jun Mizutani       |
| 8    | Koki Niwa          |
| 9    | Zhang Jike         |
| 10   | Lee Sangsu         |

| Rang | Nom             |
| ---- | --------------- |
| 1    | Zhu Yuling      |
| 2    | Chen Meng       |
| 3    | Ding Ning       |
| 4    | Liu Shiwen      |
| 5    | Kasumi Ishikawa |
| 6    | Miu Hirano      |
| 7    | Sun Yingsha     |
| 8    | Wang Manyu      |
| 9    | Mima Ito        |
| 10   | Chen Xingtong   |

| Rang | Nom                |
| ---- | ------------------ |
| 1    | Fan Zhendong       |
| 2    | Xu Xin             |
| 3    | Timo Boll          |
| 4    | Lin Gaoyuan        |
| 5    | Tomokazu Harimoto  |
| 6    | Hugo Calderano     |
| 7    | Lee Sangsu         |
| 8    | Wong Chun Ting     |
| 9    | Dimitrij Ovtcharov |
| 10   | Koki Niwa          |

| Rang | Nom             |
| ---- | --------------- |
| 1    | Zhu Yuling      |
| 2    | Ding Ning       |
| 3    | Mima Ito        |
| 4    | Chen Meng       |
| 5    | Wang Manyu      |
| 6    | Liu Shiwen      |
| 7    | Kasumi Ishikawa |
| 8    | Cheng I-Ching   |
| 9    | Miu Hirano      |
| 10   | Feng Tianwei    |

## Classement mondial 2015-2016
En janvier 2015, le no 1 mondial est le chinois Xu Xin devant son compatriote Ma Long. Néanmoins, Ma Long occupa la place numéro 1 pendant plus longtemps que Xu Xin. Chez les dames c'est Ding Ning qui est no 1 mondiale.
En janvier 2016, le no 1 mondial est le chinois Ma Long, la no 1 mondiale est la chinoise Liu Shiwen.
| Rang | Nom                |
| ---- | ------------------ |
| 1    | Ma Long            |
| 2    | Fan Zhendong       |
| 3    | Xu Xin             |
| 4    | Dimitrij Ovtcharov |
| 5    | Zhang Jike         |
| 6    | Jun Mizutani       |
| 7    | Timo Boll          |
| 8    | Marcos Freitas     |
| 9    | Chuan Chih-yuan    |
| 10   | Fang Bo            |

| Rang | Nom             |
| ---- | --------------- |
| 1    | Liu Shiwen      |
| 2    | Zhu Yuling      |
| 3    | Ding Ning       |
| 4    | Ai Fukuhara     |
| 5    | Kasumi Ishikawa |
| 6    | Li Xiaoxia      |
| 7    | Feng Tianwei    |
| 8    | Chen Meng       |
| 9    | Han Ying        |
| 10   | Wu Yang         |

| Rang | Nom                |
| ---- | ------------------ |
| 1    | Ma Long            |
| 2    | Fan Zhendong       |
| 3    | Xu Xin             |
| 4    | Zhang Jike         |
| 5    | Jun Mizutani       |
| 6    | Dimitrij Ovtcharov |
| 7    | Wong Chun Ting     |
| 8    | Vladimir Samsonov  |
| 9    | Chuan Chih-yuan    |
| 10   | Jeoung Youngsik    |

| Rang | Nom             |
| ---- | --------------- |
| 1    | Ding Ning       |
| 2    | Liu Shiwen      |
| 3    | Li Xiaoxia      |
| 4    | Zhu Yuling      |
| 5    | Kasumi Ishikawa |
| 6    | Feng Tianwei    |
| 7    | Cheng I-Ching   |
| 8    | Han Ying        |
| 9    | Mima Ito        |
| 10   | Chen Meng       |

## Classement mondial 2013-2014
En février 2014, le no 1 mondial est le chinois Ma Long devant son compatriote Xu Xin. Toute la fin de l'année, Xu Xin est classé devant Ma Long.
La numéro 1 mondiale est Liu Shiwen.
| Rang | Nom                |
| ---- | ------------------ |
| 1    | Ma Long            |
| 2    | Xu Xin             |
| 3    | Zhang Jike         |
| 4    | Wang Hao           |
| 5    | Fan Zhendong       |
| 6    | Dimitrij Ovtcharov |
| 7    | Yan An             |
| 8    | Timo Boll          |
| 9    | Chuang Chih-Yuan   |
| 10   | Vladimir Samsonov  |

| Rang | Nom             |
| ---- | --------------- |
| 1    | Liu Shiwen      |
| 2    | Ding Ning       |
| 3    | Li Xiaoxia      |
| 4    | Feng Tianwei    |
| 5    | Wu Yang         |
| 6    | Chen Meng       |
| 7    | Zhu Yuling      |
| 8    | Guo Yan         |
| 9    | Ai Fukuhara     |
| 10   | Kasumi Ishikawa |

| Rang | Nom                |
| ---- | ------------------ |
| 1    | Xu Xin             |
| 2    | Ma Long            |
| 3    | Fan Zhendong       |
| 4    | Zhang Jike         |
| 5    | Jun Mizutani       |
| 6    | Wang Hao           |
| 7    | Dimitrij Ovtcharov |
| 8    | Chuang Chih-Yuan   |
| 9    | Timo Boll          |
| 10   | Yan An             |

| Rang | Nom             |
| ---- | --------------- |
| 1    | Ding Ning       |
| 2    | Liu Shiwen      |
| 3    | Li Xiaoxia      |
| 4    | Feng Tianwei    |
| 5    | Zhu Yuling      |
| 6    | Kasumi Ishikawa |
| 7    | Wu Yang         |
| 8    | Chen Meng       |
| 9    | Han Ying        |
| 10   | Ai Fukuhara     |

## Classement mondial 2011-2012
En janvier 2011, l'Allemand Timo Boll redevient no 1 mondial devant Ma Long et Wang Hao. Chez les dames c'est Guo Yan qui est no 1 mondiale.
| Rang | Nom                |
| ---- | ------------------ |
| 1    | Ma Long            |
| 2    | Zhang Jike         |
| 3    | Wang Hao           |
| 4    | Timo Boll          |
| 5    | Xu Xin             |
| 6    | Wang Liqin         |
| 7    | Ma Lin             |
| 8    | Jun Mizutani       |
| 9    | Joo Se-hyuk        |
| 10   | Dimitrij Ovtcharov |

| Rang | Nom             |
| ---- | --------------- |
| 1    | Ding Ning       |
| 2    | Li Xiaoxia      |
| 3    | Guo Yan         |
| 4    | Liu Shiwen      |
| 5    | Feng Tianwei    |
| 6    | Guo Yue         |
| 7    | Kasumi Ishikawa |
| 8    | Wang Yuegu      |
| 9    | Ai Fukuhara     |
| 10   | Tie Yana        |

| Rang | Nom                |
| ---- | ------------------ |
| 1    | Zhang Jike         |
| 2    | Ma Long            |
| 3    | Xu Xin             |
| 4    | Wang Hao           |
| 5    | Timo Boll          |
| 6    | Ma Lin             |
| 7    | Dimitrij Ovtcharov |
| 8    | Chuan Chih-Yuan    |
| 9    | Wang Liqin         |
| 10   | Jun Mizutani       |

| Rang | Nom             |
| ---- | --------------- |
| 1    | Ding Ning       |
| 2    | Liu Shiwen      |
| 3    | Li Xiaoxia      |
| 4    | Guo Yan         |
| 5    | Kim Kyungah     |
| 6    | Ai Fukuhara     |
| 6    | Feng Tianwei    |
| 8    | Shen Yanfei     |
| 9    | Kasumi Ishikawa |
| 10   | Wu Yang         |

## Classement mondial 2009-2010
En 2010, le chinois Ma Long est no 1 mondial, devant ses compatriotes Wang Hao (3e) et Zhang Jike (4e), Timo Boll étant no 2 mondial. Chez les dames Guo Yan occupe la première place.
| Rang | Nom               |
| ---- | ----------------- |
| 1    | Wang Hao          |
| 2    | Ma Long           |
| 3    | Ma Lin            |
| 4    | Timo Boll         |
| 5    | Wang Liqin        |
| 6    | Vladimir Samsonov |
| 7    | Chen Qi           |
| 8    | Joo Se-hyuk       |
| 9    | Hao Shuai         |
| 10   | Oh Sang-eun       |

| Rang | Nom          |
| ---- | ------------ |
| 1    | Zhang Yining |
| 2    | Guo Yue      |
| 3    | Li Xiaoxia   |
| 4    | Liu Shiwen   |
| 5    | Guo Yan      |
| 6    | Wang Nan     |
| 7    | Feng Tianwei |
| 8    | Kim Kyungah  |
| 9    | Ding Ning    |
| 10   | Jiang Huajun |

| Rang | Nom               |
| ---- | ----------------- |
| 1    | Ma Long           |
| 2    | Timo Boll         |
| 3    | Wang Hao          |
| 4    | Zhang Jike        |
| 5    | Ma Lin            |
| 6    | Vladimir Samsonov |
| 7    | Wang Liqin        |
| 8    | Joo Se-hyuk       |
| 9    | Xu Xin            |
| 10   | Jun Mizutani      |

| Rang | Nom          |
| ---- | ------------ |
| 1    | Guo Yan      |
| 2    | Guo Yue      |
| 3    | Feng Tianwei |
| 4    | Liu Shiwen   |
| 5    | Kim Kyungah  |
| 6    | Li Xiaoxia   |
| 7    | Ding Ning    |
| 8    | Wang Yuegu   |
| 9    | Ai Fukuhara  |
| 10   | Jiang Huajun |

## Classement mondial 2007-2008
| Rang | Nom               |
| ---- | ----------------- |
| 1    | Wang Hao          |
| 2    | Ma Lin            |
| 3    | Wang Liqin        |
| 4    | Ma Long           |
| 5    | Timo Boll         |
| 6    | Vladimir Samsonov |
| 7    | Chen Qi           |
| 8    | Ryu Seung-min     |
| 9    | Oh Sang-eun       |
| 10   | Gao Ning          |

| Rang | Nom          |
| ---- | ------------ |
| 1    | Zhang Yining |
| 2    | Wang Nan     |
| 3    | Guo Yue      |
| 4    | Li Xiaoxia   |
| 5    | Guo Yan      |
| 6    | Li Jiawei    |
| 7    | Jiang Huajun |
| 8    | Wang Yuegu   |
| 9    | Tie Yana     |
| 10   | Ai Fukuhara  |

| Rang | Nom               |
| ---- | ----------------- |
| 1    | Wang Hao          |
| 2    | Ma Lin            |
| 3    | Ma Long           |
| 4    | Timo Boll         |
| 5    | Wang Liqin        |
| 6    | Vladimir Samsonov |
| 7    | Chen Qi           |
| 8    | Ryu Seung-min     |
| 9    | Hao Shuai         |
| 10   | Joo Se-hyuk       |

| Rang | Nom          |
| ---- | ------------ |
| 1    | Zhang Yining |
| 2    | Li Xiaoxia   |
| 3    | Guo Yue      |
| 4    | Wang Nan     |
| 5    | Guo Yan      |
| 6    | Feng Tianwei |
| 7    | Li Jiawei    |
| 8    | Wang Yuegu   |
| 9    | Tie Yana     |
| 10   | Jiang Huajun |

## Classement mondial 2005-2006
| Rang | Nom               |
| ---- | ----------------- |
| 1    | Wang Liqin        |
| 2    | Timo Boll         |
| 3    | Vladimir Samsonov |
| 4    | Ma Lin            |
| 5    | Wang Hao          |
| 6    | Oh Sang-eun       |
| 7    | Ryu Seung-min     |
| 8    | Chen Qi           |
| 9    | Jean-Michel Saive |
| 10   | Kalinikos Kreanga |

| Rang | Nom          |
| ---- | ------------ |
| 1    | Zhang Yining |
| 2    | Guo Yue      |
| 3    | Li Jiawei    |
| 4    | Guo Yan      |
| 5    | Niu Jianfeng |
| 6    | Kim Kyungah  |
| 7    | Wang Nan     |
| 8    | Tie Yana     |
| 9    | Tamara Boros |
| 10   | Lin Ling     |

| Rang | Nom               |
| ---- | ----------------- |
| 1    | Wang Liqin        |
| 2    | Ma Lin            |
| 3    | Timo Boll         |
| 4    | Wang Hao          |
| 5    | Vladimir Samsonov |
| 6    | Chen Qi           |
| 7    | Oh Sang-eun       |
| 8    | Ryu Seung-min     |
| 9    | Werner Schlager   |
| 10   | Chen Weixing      |

| Rang | Nom          |
| ---- | ------------ |
| 1    | Zhang Yining |
| 2    | Guo Yan      |
| 3    | Wang Nan     |
| 4    | Li Jiawei    |
| 5    | Guo Yue      |
| 6    | Tie Yana     |
| 7    | Wang Yuegu   |
| 8    | Li Xiaoxia   |
| 9    | Niu Jianfeng |
| 10   | Kim Kyungah  |

## Classement mondial 2003-2004
| Rang | Nom               |
| ---- | ----------------- |
| 1    | Ma Lin            |
| 2    | Wang Liqin        |
| 3    | Chuang Chih-Yuan  |
| 4    | Wang Hao          |
| 5    | Vladimir Samsonov |
| 6    | Timo Boll         |
| 7    | Kalinikos Kreanga |
| 8    | Liu Guozheng      |
| 9    | Kong Linghui      |
| 10   | Werner Schlager   |

| Rang | Nom          |
| ---- | ------------ |
| 1    | Zhang Yining |
| 2    | Wang Nan     |
| 3    | Guo Yan      |
| 4    | Niu Jianfeng |
| 5    | Guo Yue      |
| 6    | Li Ju        |
| 7    | Tie Yana     |
| 8    | Tamara Boros |
| 9    | Li Nan       |
| 10   | Lin Ling     |

| Rang | Nom               |
| ---- | ----------------- |
| 1    | Wang Hao          |
| 2    | Wang Liqin        |
| 3    | Ma Lin            |
| 4    | Ryu Seung-min     |
| 5    | Timo Boll         |
| 6    | Chen Qi           |
| 7    | Chuang Chih-Yuan  |
| 8    | Vladimir Samsonov |
| 9    | Werner Schlager   |
| 10   | Kalinikos Kreanga |

| Rang | Nom          |
| ---- | ------------ |
| 1    | Zhang Yining |
| 2    | Niu Jianfeng |
| 3    | Wang Nan     |
| 4    | Tamara Boros |
| 5    | Guo Yan      |
| 6    | Kim Kyungah  |
| 7    | Guo Yue      |
| 8    | Li Jiawei    |
| 9    | Tie Yana     |
| 10   | Lau Sui Fei  |

## Classement mondial 2001-2002[a]
| Rang | Nom               |
| ---- | ----------------- |
| 1    | Wang Liqin        |
| 2    | Vladimir Samsonov |
| 3    | Ma Lin            |
| 4    | Liu Guozheng      |
| 5    | Kong Linghui      |
| 6    | Chiang Peng-Lung  |
| 7    | Kim Taek-soo      |
| 8    | Liu Guoliang      |
| 9    | Jan-Ove Waldner   |
| 10   | Werner Schlager   |

| Rang | Nom           |
| ---- | ------------- |
| 1    | Wang Nan      |
| 2    | Zhang Yining  |
| 3    | Ryu Jihae     |
| 4    | Tamara Boros  |
| 5    | Li Ju         |
| 6    | Mihaela Steff |
| 7    | Sun Jin       |
| 8    | Chen Jing     |
| 9    | Kim Hyon Hui  |
| 10   | Niu Jianfeng  |

| Rang | Nom               |
| ---- | ----------------- |
| 1    | Ma Lin            |
| 2    | Timo Boll         |
| 3    | Wang Liqin        |
| 4    | Kong Linghui      |
| 5    | Werner Schlager   |
| 6    | Vladimir Samsonov |
| 7    | Chuang Chih-Yuan  |
| 8    | Kalinikos Kreanga |
| 9    | Jean-Michel Saive |
| 10   | Zoran Primorac    |

| Rang | Nom           |
| ---- | ------------- |
| 1    | Wang Nan      |
| 2    | Zhang Yining  |
| 3    | Tamara Boros  |
| 4    | Niu Jianfeng  |
| 5    | Lin Ling      |
| 6    | Li Nan        |
| 7    | Mihaela Steff |
| 8    | Li Jiawei     |
| 9    | Li Ju         |
| 10   | Tie Yana      |

## Classement mondial 1999-2000
| Rang | Nom               |
| ---- | ----------------- |
| 1    | Vladimir Samsonov |
| 2    | Kong Linghui      |
| 3    | Liu Guoliang      |
| 4    | Zoran Primorac    |
| 5    | Wang Liqin        |
| 6    | Ma Lin            |
| 7    | Werner Schlager   |
| 8    | Jan-Ove Waldner   |
| 9    | Jorgen Persson    |
| 10   | Kim Taek-soo      |

| Rang | Nom |
| ---- | --- |
| 1    |     |
| 2    |     |
| 3    |     |
| 4    |     |
| 5    |     |
| 6    |     |
| 7    |     |
| 8    |     |
| 9    |     |
| 10   |     |

| Rang | Nom               |
| ---- | ----------------- |
| 1    | Wang Liqin        |
| 2    | Kong Linghui      |
| 3    | Ma Lin            |
| 4    | Liu Guoliang      |
| 5    | Liu Guozheng      |
| 6    | Chiang Peng-Lung  |
| 7    | Vladimir Samsonov |
| 8    | Werner Schlager   |
| 9    | Zoran Primorac    |
| 10   | Kim Taek-soo      |

| Rang | Nom |
| ---- | --- |
| 1    |     |
| 2    |     |
| 3    |     |
| 4    |     |
| 5    |     |
| 6    |     |
| 7    |     |
| 8    |     |
| 9    |     |
| 10   |     |

## Classement mondial 1997-1998
| Rang | Nom               |
| ---- | ----------------- |
| 1    | Vladimir Samsonov |
| 2    | Kong Linghui      |
| 3    | Zoran Primorac    |
| 4    | Jan-Ove Waldner   |
| 5    | Liu Guoliang      |
| 6    | Wang Tao          |
| 7    | Kim Taek-soo      |
| 8    | Ding Song         |
| 9    | Jean-Michel Saive |
| 10   | Ma Wenge          |

| Rang | Nom |
| ---- | --- |
| 1    |     |
| 2    |     |
| 3    |     |
| 4    |     |
| 5    |     |
| 6    |     |
| 7    |     |
| 8    |     |
| 9    |     |
| 10   |     |

| Rang | Nom                  |
| ---- | -------------------- |
| 1    | Vladimir Samsonov    |
| 2    | Liu Guoliang         |
| 3    | Kong Linghui         |
| 4    | Jan-Ove Waldner      |
| 5    | Zoran Primorac       |
| 6    | Ma Lin               |
| 7    | Wang Liqin           |
| 8    | Jorgen Persson       |
| 9    | Yan Sen              |
| 10   | Jean-Philippe Gatien |

| Rang | Nom |
| ---- | --- |
| 1    |     |
| 2    |     |
| 3    |     |
| 4    |     |
| 5    |     |
| 6    |     |
| 7    |     |
| 8    |     |
| 9    |     |
| 10   |     |

## Classement mondial 1995-1996
| Rang | Nom               |
| ---- | ----------------- |
| 1    | Wang Tao          |
| 2    | Kong Linghui      |
| 3    | Jean-Michel Saive |
| 4    | Liu Guoliang      |
| 5    | Jan-Ove Waldner   |
| 5    | Kim Taek-soo      |
| 7    | Ma Wenge          |
| 8    | Jörg Roßkopf      |
| 9    | Vladimir Samsonov |
| 10   | Zoran Primorac    |

| Rang | Nom |
| ---- | --- |
| 1    |     |
| 2    |     |
| 3    |     |
| 4    |     |
| 5    |     |
| 6    |     |
| 7    |     |
| 8    |     |
| 9    |     |
| 10   |     |

| Rang | Nom               |
| ---- | ----------------- |
| 1    | Kong Linghui      |
| 2    | Liu Guoliang      |
| 3    | Vladimir Samsonov |
| 4    | Jan-Ove Waldner   |
| 5    | Wang Tao          |
| 6    | Kim Taek-soo      |
| 7    | Jean-Michel Saive |
| 8    | Ding Song         |
| 9    | Jörg Roßkopf      |
| 10   | Johnny Huang      |

| Rang | Nom |
| ---- | --- |
| 1    |     |
| 2    |     |
| 3    |     |
| 4    |     |
| 5    |     |
| 6    |     |
| 7    |     |
| 8    |     |
| 9    |     |
| 10   |     |

## Classement mondial 1993-1994
| Rang | Nom                  |
| ---- | -------------------- |
| 1    | Jan-Ove Waldner      |
| 2    | Jean-Michel Saive    |
| 3    | Jean-Philippe Gatien |
| 4    | Wang Tao             |
| 5    | Ma Wenge             |
| 6    | Kim Taek-soo         |
| 7    | Andrzej Grubba       |
| 7    | Peter Karlsson       |
| 9    | Li Gun Sang          |
| 10   | Jörg Roßkopf         |

| Rang | Nom |
| ---- | --- |
| 1    |     |
| 2    |     |
| 3    |     |
| 4    |     |
| 5    |     |
| 6    |     |
| 7    |     |
| 8    |     |
| 9    |     |
| 10   |     |

| Rang | Nom                  |
| ---- | -------------------- |
| 1    | Jean-Michel Saive    |
| 2    | Wang Tao             |
| 3    | Jan-Ove Waldner      |
| 4    | Peter Karlsson       |
| 5    | Ma Wenge             |
| 6    | Jean-Philippe Gatien |
| 7    | Kim Taek Soo         |
| 8    | Zoran Primorac       |
| 9    | Jörg Roßkopf         |
| 10   | Li Gun Sang          |

| Rang | Nom |
| ---- | --- |
| 1    |     |
| 2    |     |
| 3    |     |
| 4    |     |
| 5    |     |
| 6    |     |
| 7    |     |
| 8    |     |
| 9    |     |
| 10   |     |

## Classement mondial 1991-1992
Le 2 juillet 1992, Jean-Philippe Gatien devient le premier Français n°1 mondial.
| Rang | Nom                  |
| ---- | -------------------- |
| 1    | Jorgen Persson       |
| 2    | Jan-Ove Waldner      |
| 3    | Andrzej Grubba       |
| 4    | Chen Longcan         |
| 5    | Jean-Philippe Gatien |
| 6    | Chen Zhibin          |
| 7    | Jean-Michel Saive    |
| 8    | Mikael Appelgren     |
| 9    | Li Gun Sang          |
| 10   | Ma Wenge             |

| Rang | Nom |
| ---- | --- |
| 1    |     |
| 2    |     |
| 3    |     |
| 4    |     |
| 5    |     |
| 6    |     |
| 7    |     |
| 8    |     |
| 9    |     |
| 10   |     |

| Rang | Nom                  |
| ---- | -------------------- |
| 1    | Jan-Ove Waldner      |
| 2    | Jean-Philippe Gatien |
| 3    | Jorgen Persson       |
| 4    | Ma Wenge             |
| 5    | Jörg Roßkopf         |
| 6    | Jean-Michel Saive    |
| 7    | Kim Taek Soo         |
| 8    | Andrzej Grubba       |
| 9    | Li Gun Sang          |
| 10   | Yoo Nam Ky           |

| Rang | Nom |
| ---- | --- |
| 1    |     |
| 2    |     |
| 3    |     |
| 4    |     |
| 5    |     |
| 6    |     |
| 7    |     |
| 8    |     |
| 9    |     |
| 10   |     |